# 群育學校
群育学校（英語：Schools for Social Development）是香港的一种特殊学校，主要招收有情绪及行为问题的学生，入学一般需要由教育局「中央统筹转介系统」转介。

## 招收類別

### 日间学位
适合入读群育学校日间学位的学生可能在以下方面出现及遇到问题：
- 学校
  - 不遵守学校纪律，即使接受辅导后仍然多次犯校规，例如打架及/或破坏课室秩序，以致严重影响上课。
  - 教唆其他同学触犯校规。
  - 公然反抗及侮辱校方。

- 家庭
  - 和父母关系恶劣。父母未能够有效管教，或与子女经常有冲突。
  - 经常很晩才回家，并偶而翹家。
  - 经常跟兄弟姊妹吵架及打架。

- 个人/社交
  - 行为鲁莽冲动，例如发脾气、毁坏他人物件或公物等。
  - 对其他人及/或自己做出暴力及/或侵犯行为（例如轻微自残行为）。
  - 自制能力薄弱，在社交场合经常做出破坏秩序與滋扰的行为。
  - 参与不良分子活动，并因此逃学及/或做出違法行为。

### 院舍服务
学生除出现以上问题外，如果有以下情况，就可能需要院舍服务：
- 家庭
  - 家庭照顾严重不足、学生得不到父母接纳或怀疑受到虐待。

- 个人/社交
  - 活跃於不良分子的活动，除非转换环境以接受密集的生活技能训练與受督导的日常照顾，否则会难以摆脱次文化的不良影响。

### 院舍课余照顾服务
院舍课余照顾服务是学生入住院舍前的一项缓冲、过渡及另类措施，切合日间缺乏家人照顾而有情绪及行为问题的男生的需要。

### 短期适应课程
部分适合接受群育学校/院舍服务的学生，因为种种原因不愿长期转读群育学校，又或者预期他们的问题可以在接受服务之后的短期内得到改善，就可选择入读短期适应课程。這项服务一般为期三个月至一年，学生原先就读的普通学校会保留他們的学籍，当学生在群育学校/院舍完成短期适应课程而行为有改善的时候，就可以返回原校繼續学习。

## 群育學校一览
| 学校名                         | 地址                           | 开办级别   | 对象                                                                 |
| ------------------------------ | ------------------------------ | ---------- | -------------------------------------------------------------------- |
| 瑪利灣學校                     | 香港島香港仔黄竹坑南朗山道32号 | 小五至中六 | 行为情绪有困扰的女学生                                               |
| 明愛樂恩學校                   | 九龙观塘彩兴路20号             | 中一至中六 | 因为家庭关系、个人行为或情绪上面临困难、有特殊教育需要的青少年女学生 |
| 明爱培立学校                   | 九龙清水湾道6010地段           | 小五至中三 | 因为学校或家庭面临适应困难，而暂时不适宜在一般中学就读的女学生       |
| 香港扶幼会盛德中心学校         | 九龙观塘利安里2号A             | 小五至中六 | 有学习障碍、过度活跃、情绪行为问题的男学生                           |
| 香港扶幼会则仁中心学校         | 九龙深水埗歌和老街47号         | 小三至中六 | 有学习障碍同情绪行为问题的男学生                                     |
| 东湾莫罗瑞华学校               | 屯门旺贤街12号                 | 小二至中六 | 行为同情绪发展上遇到障碍而未能在普通学校教育获益的男学生             |
| 香港扶幼会许仲绳纪念学校       | 九龙长沙湾东沙岛街150号        | 小五至中六 | 有特殊学习需要、或情绪行为问题的男学生                               |
| 香港青少年培育會陳南昌紀念學校 | 香港島黄竹坑南朗山道38号       | 中一至中六 | 情绪行为同适应有困难的男学生                                         |

## 參见
- 香港特殊学校一览

## 外部网页
- 香港教育局：群育学校／院舍服务 （页面存档备份，存于）